# Göran Göransson (Fußballspieler)
Göran Göransson (* 7. Mai 1956 in Täby) ist ein ehemaliger schwedischer Fußballspieler und -trainer. Der mehrfache Nachwuchsnationalspieler konnte im Laufe seiner Karriere zweimal den Svenska Cupen gewinnen.

## Werdegang
Göransson begann als Achtjähriger mit dem Fußballspielen bei Vällingby AIK. Bereits kurze Zeit später wurde sein Talent entdeckt und 1968 holte ihn der mehrfache schwedische Meister Djurgårdens IF in seine Jugendabteilung. Dort blieb der Mittelfeldspieler nur zwei Spielzeiten und wechselte 1970 innerhalb Stockholms in die Jugendmannschaft des Erzrivalen AIK, wo sein älterer Bruder gegen den Ball trat. Mit der Nachwuchself gewann er den St. Erikscupen, den bedeutendsten Fußball-Nachwuchswettbewerb Stockholms.
1973 übernahm AIK den Nachwuchsspieler in die Herrenmannschaft, er kam jedoch zunächst nur in der Reservemannschaft des Traditionsvereins zum Einsatz. Am 13. April 1974 debütierte er im Alter von 17 Jahren in der Allsvenskan. Beim 1:0-Auswärtserfolg im Nya Ullevi über GAIS ersetzte er den verletzten Sanny Åslund in der Startelf. In seinen ersten beiden Jahren pendelte er zwischen der Reserve- und der Erstligamannschaft und kam daher nur unregelmäßig in der schwedischen Eliteserie zum Einsatz.
In der Spielzeit 1976 gelang Göransson unter dem neuen Trainer Lars-Oscar Nilsson der Durchbruch. Dieser hatte ihn bereits in der Jugend bei AIK trainiert und stellte ihn in allen 26 Saisonspielen auf. Neben zwei Toren in der Liga konnte er sich auch im Pokalfinale in die Torschützenliste eintragen. Ihm gelang beim ersten Spiel, einem 1:1-Unentschieden gegen Landskrona BoIS, der Treffer für AIK, der den Weg zum 3:0-Erfolg im Wiederholungsspiel ebnete. Im Europapokal der Pokalsieger 1976/77 gab er bei der 1:2-Niederlage gegen Galatasaray SK schließlich sein Europapokaldebüt. Am letzten Spieltag der Saison brach er sich im Duell gegen GIF Sundsvall bei einem Zusammenprall mit dem gegnerischen Torwart den Arm.
In der folgenden Spielzeit übernahm Gunnar Nordahl das Traineramt bei AIK. Unter dem neuen Trainer spielte Göransson eine seiner besten Spielzeiten und fand sich auch beim Trainer der schwedischen Nationalmannschaft „Åby“ Ericson auf dem Notizzettel. Er gehörte zwar mehrmals zu Kader, kam aber nicht an dem starken Konkurrenten auf der Position im linken Mittelfeld Eine Fredriksson vorbei. 1979 stand er seinem Nationalmannschaftsdebüt am nächsten, als er für das EM-Qualifikationsspiel gegen Luxemburg nominiert werden sollte, den Anruf des Nationaltrainers jedoch verpasste und an seiner statt sein Mannschaftskollege von AIK Leif Lindén zu seinem einzigen Einsatz im schwedischen Nationaltrikot kam.
Das Jahr 1979 lieferte auch im Klub einen negativen Höhepunkt in der Laufbahn Göranssons. Nach mehreren verletzungsbedingten Ausfällen fand die Mannschaft nicht zur Stärke der Vorjahre und musste nach erfolglosem Kampf um den Klassenerhalt den Abstieg in die zweitklassige Division 2 antreten. Jedoch dominierte die Mannschaft in der folgenden Spielzeit die zweite Liga und schaffte die direkte Rückkehr in die schwedische Eliteserie. Dort gelang mit dem neu verpflichteten Trainer Rolf Zetterlund erst in den Relegationsspielen gegen Djurgårdens IF der Klassenerhalt.
Göransson erhielt während seiner Auslandssemester im Lehramtsstudium im Winter 1982 ein Angebot aus Spanien. Der unterklassige Klub CD Teneriffa wollte den Schweden an sich binden, Göransson lehnte das Angebot jedoch ab. In der folgenden Spielzeit kehrte er mit AIK wieder in die Spitzengruppe des schwedischen Fußballs zurück. Teilweise als linker Verteidiger eingesetzt, erreichte er mit der Mannschaft als Tabellenerster der regulären Spielzeit die Meisterschaftsendrunde. In der ersten Runde konnte sich die Mannschaft gegen Hammarby IF durchsetzen und beim 5:2-Auftaktsieg trug sich auch Göransson in die Torschützenliste eintragen. Im Halbfinale erwies sich jedoch IFK Göteborg als zu stark. Einer 0:3-Hinspielniederlage konnte zwar ein 2:0-Rückspielerfolg durch Tore von Ove Rübsamen und Thomas Johansson entgegengesetzt werden, dies war jedoch zu wenig zum Finaleinzug.
Auch in der Spielzeit 1984 war Göransson Stammspieler und verpasste wegen einer Erkrankung im Sommer nur ein Saisonspiel. In der folgenden Spielzeit bestritt der Stockholmer alle Saisonspiele. 1985 wurde zwar die Endrunde verpasst, im schwedischen Pokal gelang Mannschaft der Einzug ins Endspiel. Dort traf AIK auf Östers IF. Nachdem es nach Ende der Verlängerung keinen Sieger gegeben hatte, musste das Elfmeterschießen entscheiden. Hier wuchs AIK-Torwart Bernt Ljung über sich hinaus und hielt drei gegnerische Strafstöße. Damit erreichte Göransson den zweiten Pokaltriumph seiner Karriere.
In der Liga erreichte Göransson mit AIK in der folgenden Spielzeit als Tabellendritter die Meisterschaftsendrunde. Nachdem er bereits in der regulären Spielzeit alle Partien bestritten hatte, stand er auch in allen Endrundenspielen auf dem Platz. Im Halbfinale setzte sich die Mannschaft gegen IFK Göteborg nach einem 0:0-Heimunentschieden durch ein 1:1-Remis nach einem Tor von Björn Kindlund durch. Im Finale traf die Elf aus Stockholm auf Malmö FF. Im Hinspiel gelang nach einem Treffer von Mats Olausson ein 1:0-Sieg, der Titel wurde durch eine 2:5-Niederlage im Rückspiel verpasst. Nach 248 Erstligapartien und zehn Endrundenspielen verließ Göransson nach der Niederlage den Klub.
Göransson wechselte zum Drittligisten Väsby IK. Unter Trainer Åslund, seinem ehemaligen Mitspieler aus seinen frühen AIK-Tagen, schaffte er 1987 mit dem Klub den Aufstieg in die Zweitklassigkeit. Der Klub konnte sich in der zweiten Liga etablieren und 1989 kam es zu einem Wiedersehen mit AIK im Pokal, als Bäsby IK sich mit 2:1 durchsetzen konnte.
1990 kehrte Göransson als spielender Assistenztrainer zu AIK zurück. Er kam zu 20 weiteren Einsätzen für AIK in der Allsvenskan, ehe er seine Karriere endgültig beendete. Nach einem weiteren Jahr als Assistent auf der Trainerbank verließ er AIK erneut, um eine Spielzeit als Trainer des Amateurvereins IFK Österåker tätig zu werden.
1994 übernahm er das Traineramt beim Viertligisten Täby IS. Nach zwei Plätzen im vorderen Mittelfeld engagierte ihn 1996 der Zweitligist Hammarby IF, um die Rückkehr in die Allsvenskan zu schaffen. Göransson verpasste das Ziel nur knapp, als die Mannschaft nach einem zweiten Platz in der Nordstaffel erst in der Relegationsrunde an Trelleborgs FF scheiterte. 1998 ging er als Trainer zu seiner ehemaligen Spielstation Väsby IK. Den Drittligisten führte er ebenso in die Relegationsrunde um den Aufstieg. Erneut scheiterte er dort, gegen Gefle IF folgte einem 1:1-Unentschieden eine 0:1-Niederlage im Rückspiel.
2000 wechselte Göransson zum Svenska Fotbollförbundet. In den folgenden beiden Jahren trainierte er die schwedische U21-Auswahl. Anschließend übernahm er das Amt des Spielbeobachters für die A-Nationalmannschaft seines Heimatlandes.

## Erfolge
- Schwedischer Pokalsieger: 1976, 1985
- Schwedischer Hallenmeister: 1986